# Georg Gerstäcker
Georg Gerstäcker (Núremberg, Alemania, 3 de junio de 1889-ídem, 21 de diciembre de 1949) fue un deportista alemán especialista en lucha grecorromana donde llegó a ser subcampeón olímpico en Estocolmo 1912.

## Carrera deportiva
En los Juegos Olímpicos de 1912 celebrados en Estocolmo ganó la medalla de plata en lucha grecorromana estilo peso pluma, tras el finlandés Kaarlo Koskelo (oro) y superando a otro finlandés que ganó el bronce Otto Lasanen. 